# San qiang pai an jing qi
San qiang pai an jing qi (titulada Una mujer, una pistola y una tienda de fideos chinos en España y Sangre, simplemente sangre en Hispanoamérica) es una película china de 2009 dirigida por Zhang Yimou. Está inspirada en Blood Simple (1984) de los hermanos Coen, cuyas películas Zhang Yimou cita como algunas de sus favoritas. La película traslada el argumento original desde un pueblo de Texas a una tienda de fideos en una pequeña ciudad desértica ubicada en la provincia de Gansu.
El filme es una mezcla de suspenso y comedia screwball; Sun Honglei y Ni Dahong protagonizan el segmento de suspenso mientras que Xiaoshenyang y Yan Ni actúan en el segmento cómico. San qiang pai an jing qi ha sido descrita como un cambio considerable con respecto a los anteriores trabajos del director.

## Argumento
Ambientada en una tienda de fideos chinos ubicada en el desierto, el dueño del restaurante planea asesinar a su infiel esposa y a su amante.

## Reparto
- Sun Honglei como Zhang.
- Ni Dahong como Wang.
- Xiaoshenyang como Li.
- Yan Ni como la esposa de Wang.

## Producción
La filmación comenzó en junio de 2009 y la película se estrenó el 11 de diciembre del mismo año en China.

## Recepción
San qiang pai an jing qi tuvo su estreno internacional en el Festival Internacional de Cine de Berlín, donde compitió por el Oso de oro.
La película generó respuestas opuestas entre sí por parte del público, algunos notaron su ingenio visual y su tono poco serio, mientras que otros criticaron el uso del humor slapstick y estilo exagerado del director. Zhang reveló en Berlín que los hermanos Coen le habían escrito después de ver la película, expresándole que les había gustado los cambios hechos en la nueva versión.
Derek Elley de Variety describió la película como una «adaptación bastante cercana» y «condimentada con un poco de deliberado humor y realzada visualmente por efectos de lente saturados». Elley agregó que «los seguidores de los Coen no se sorprenderán por ninguno de los giros de la narración y el público en general estará agradablemente entretenido, mientras Zhang trata de manipular los sucesos para su propio interés».
La realización del filme costó aproximadamente doce millones de dólares estadounidenses y fue un éxito en la taquilla, recaudando 261 millones de yuans (38 millones de dólares) en menos de seis semanas, triplicando la suma de su presupuesto.